# MP2
MPEG-1 Audio Layer II (скор. MP2, іноді називається Musicam) — один з трьох форматів (рівень 2) стиснення звуку з втратами, визначених у стандарті MPEG-1. Застосовується в цифровому радіомовлення DAB і застарілому стандарті Video CD, який в 90-і роки використовувався для розповсюдження фільмів на оптичних компакт-дисках і існував до широкого розповсюдження DVD.

## Основні параметри
- MPEG-1 Audio Layer II визначений у стандарті ISO / IEC 11172-3 (MPEG-1 Частина 3)
  - Частота дискретизації: 32, 44.1 і 48 кГц
  - Бітрейти: 32, 48, 56, 64, 80, 96, 112, 128, 160, 192, 224, 256, 320 і 384 кбіт / с.
- Розширення формату було представлено в MPEG-2 Audio Layer II і визначено в стандарті ISO / IEC 13818-3 (MPEG-2 Part 3) 
  - додаткові частоти дискретизації: 16, 22.05 та 24 кГц
  - додаткові бітрейти: 8, 16, 24, 40 і 144 кбіт / с, для формату 5.1 — близько 1 Мбіт / с.
  - підтримка мультиканального — до 5 повних каналів і каналу низькочастотних ефектів.
- Підтримується змінний бітрейт (VBR)

## Кодування і декодування звукових сигналів MPEG-1 Layer II

### Метод кодування
Вхідний цифровий звуковий сигнал розділяється на кадри (фрейми), кожен з яких кодується і декодується незалежно від інших кадрів. Розмір кадру для рівня Layer II становить 1152 відліку.
Смуга аудіосигналу за допомогою цифрових смугових фільтрів розбивається на 32 піддіапазону. Всі піддіапазони мають однакову ширину, яка залежить від частоти дискретизації вхідного сигналу. Після поділу частота дискретизації зменшується в 32 рази, так що число відліків в кадрі в кожному піддіапазоні одно 36.
Потім виконується квантування даних. Попередньо визначаються масштабні множники, які залежать від максимального значення сигналу. При цьому масштабний множник визначається для груп по 12 відліків в кожному піддіапазоні, причому множник може бути загальним для двох або трьох груп. Таким чином, для кожного піддіапазону в кадрі визначається до трьох масштабних множників. Перед квантуванням значення сигналу діляться на відповідні масштабні множники.
Потім в блоці квантування та кодування виконується квантування даних. В основі стиснення звукової інформації на рівні Layer II лежить метод, званий адаптивним розподілом бітів. Цей метод полягає у виконанні квантування з різним числом двійкових розрядів квантування для різних частотних піддіапазонів. При цьому використовується рівномірне квантування. Повне число бітів, що виділяються на всі піддіапазони в даному кадрі, залежить від частоти дискретизації вхідного сигналу і від заданої вихідний швидкості передачі двійкових символів, тобто від необхідного ступеня стиснення звукової інформації. Розподіл бітів по піддіапазону здійснюється блоком психоакустичної моделі.
Після квантування виконується кодування отриманих даних. Квантовані відліки сигналу в кожному піддіапазоні об'єднуються по три, і отримані послідовності бітів кодуються з використанням таблиць кодів зі змінною довгою. Крім того за допомогою відповідних таблиць кодуються дані про розподіл бітів по піддіапазону і дані про масштабні множники.
Щоб виконати розподіл бітів в блоці психоакустичної моделі аналізується спектр вихідного звукового сигналу (Не розкладеного на піддіапазони). Для цього проводиться швидке перетворення Фур'є ділянок цього сигналу по 1024 відліків, після чого обчислюється спектр потужності звукового сигналу і величини звукового тиску в кожному частотному піддіапазоні.
Потім аналізуються тональні (синусоїдальні) і нетональні складові звукового сигналу, визначаються локальні та глобальні пороги маскування йі обчислюються відносини сигнал / маскує сигнал для всіх піддіапазонів, на підставі яких проводиться розподіл бітів по піддіапазону.
У тих піддіапазонах, в яких спотворення звуку, викликані квантуванням, менш помітні для слухача або маскуються великим рівнем сигналу в інших піддіапазонах, квантування робиться більш грубим, тобто для цих піддіапазонів виділяється менше бітів. Для повністю маскованих піддіапазонів бітів зовсім не виділяється. Завдяки цьому вдається істотно зменшити кількість переданої інформації при збереженні досить високої якості звуку.

### Декодування
Дані, що містяться в кадрі, декодуються відповідно до порядку їх слідування і таблицями кодів, які містяться в програмі роботи декодера. Декодовані дані про розподіл бітів і про масштабні множники використовуються для декодування і деквантування звукових даних. Після деквантування відліки сигналів піддіапазонів множаться на відповідні масштабні множники.
Після декодування і деквантування відліки сигналів всіх піддіапазонів об'єднуються у вихідний цифровий звуковий сигнал.